# Franck Tabanou
Franck Pascal Paul Tabanou (Thiais, 30 de janeiro de 1989) é um futebolista francês que atua como meia. Atualmente, está jogando para o En Avant de Guingamp.